# Jean Laplanche
Jean Laplanche (Parigi, 21 giugno 1924 – Beaune, 6 maggio 2012) è stato un filosofo, psicologo e scrittore francese, principalmente conosciuto per i suoi studi sullo sviluppo psicosessuale e sulla teoria della seduzione di Sigmund Freud, per aver scritto importanti saggi nonché per aver condotto originali studi e notevoli ricerche sulla teoria psicoanalitica. La rivista Radical Philosophy lo descrisse come "il più originale e filosoficamente informato teorico della psicoanalisi del suo tempo."

## Biografia
Laureatosi dapprima in Lettere e Filosofia, consegue poi la laurea in Medicina e Chirurgia. Già professore all'Università di Parigi VII, è stato presidente dell'Association Psychoanalytique de France dal 1969 al 1971, quindi titolare della cattedra di psicoanalisi alla Sorbona di Parigi dal 1970, di cui poi ne divenne professore emerito. Alla Sorbona, fonda sia il Laboratorio di psicologia patologica che il Centro di ricerche in psicoanalisi e psicopatologia. La maggior parte dei contenuti dei suoi corsi tenuti alla Sorbona, è raccolta nell'opera in sette volumi Problématiques. 
Nel 1975, fonda pure la rivista Psychanalyse à l'Université, di cui fu direttore, mentre, dal 1973 in poi, diresse la collana Bibliothèque de Psychanalyse per la Presses Universitaires de France (PUF). Dal 1978, fu il curatore scientifico della traduzione dal tedesco al francese dell'opera completa di Freud  (Œuvres complètes de Freud) per la PUF.

## Pensiero
Dapprima aderì con entusiasmo alle idee di Jacques Lacan, di cui fu collega ed amico, come testimoniano la sua tesi di laurea in filosofia su Hölderlin, il volume L'inconscient. Une étude psychanalytique (1966), basato sul contenuto di una relazione presentata con Serge Leclaire al Colloque de Bonneval del 1959, nonché il volume Fantasme originaire, fantasme des origines, origines du fantasme (1966), scritto in collaborazione con J.-B. Pontalis. 
Sempre con Pontalis e con la consulenza di Daniel Lagache, dopo un lavoro di ben otto anni, Laplanche arriva all'enucleazione e alla sistematizzazione dei concetti fondamentali del pensiero freudiano e della teoria psicoanalitica a lui successiva, che formeranno l'importante opera Vocabulaire de la psychanalyse (1967). Questo lavoro, segnerà una tappa fondamentale nella riflessione di Laplanche, che rivelerà quella profonda ed incisiva passione critico-esegetica che lo porterà alla direzione scientifica della traduzione francese delle Oeuvres complètes di Freud, iniziata nel 1978.
Il successivo distacco dalle tesi lacaniane inizia parallelamente alle complesse ed accese polemiche all'interno della Société Française de Psychanalyse, quindi alla scissione del gruppo di Lacan, indirettamente indotta dallo stesso Laplanche, allora presidente della Société. Alla nota formula per cui "l'inconscio è strutturato come un linguaggio", Laplanche oppone che "l'inconscio è la condizione stessa del linguaggio" e, successivamente, che è un "quasi-linguaggio-non-strutturato", una realtà separata e e non parallela al conscio;  quanto poi alla nozione di "fantasma originario", egli arriverà a sostenere che essa non può non essere oggetto di uno scetticismo radicale. 
In Vie et mort en psychanalyse (1970), Laplanche si propone di cogliere contraddizioni e invarianti nella teoria freudiana relativa alla sessualità, all'Io e alla pulsione di morte. Negli anni '80, con l'inizio della pubblicazione delle Problématiques, egli approda ad una teorizzazione originale ed innovativa che non è più un ritorno "a Freud", bensì un ritorno "su Freud", inteso ad imprimere, a taluni concetti freudiani, consistenti slittamenti di significato. 
Interessante poi è il suo modello del baquet ("tinozza") ispirato alla Traumdeutung e alla lettera 52 di Freud: la relazione analista-paziente nel setting analitico, vista come base della teoria, sarebbe "un luogo pulsionale puro", sede di transfert del transfert originario e, come tale, fonte di continue risignificazioni simboliche durante e dopo la cura. L'operazione che Laplanche opera nella sua teoria e in quella di Freud sarebbe dunque l'omologo di quanto egli riscontra nella seduta e nella cura.

## Opere
- Hölderlin et la question du père, Paris, PUF, 1961;[5] Hölderlin and the question of the father, Victoria, ELS Editions n° 97, 2007, ISBN 978-1-55058-379-3 [6][7]
- Vocabulaire de la psychanalyse, con Jean-Bertrand Pontalis, Paris, PUF, 1967; ultima ed. riveduta, 2007.
  - Enciclopedia della psicanalisi, sotto la direzione di Daniel Lagache, ed. italiana a cura di Giancarlo Fuà, Biblioteca di Cultura Moderna n.654, Bari Laterza, 1968; 2 voll., Collana Universale nn.259-260, Laterza, 1973; Collana Biblioteca Universale n.4, Laterza, 1981, 1984, 1987, 6° ed. 1990, ISBN 978-88-420-1807-0; Nuova ed. a cura di Luciano Mecacci e Cynthia Puca, 2 voll., Collana Economica n.7, Laterza, 1993-2010, ISBN 978-88-420-4259-4; Collana Manuali, Laterza, 2008, ISBN 978-88-420-8432-7.
  - Vocabolario della psicoanalisi, Nuova revisione a cura di Alberto Luchetti, Biblioteca di Psicoanalisi. Classici, Sesto San Giovanni, Mimesis, 2024, ISBN 979-12-223-0901-9.
- Vie et mort en psychanalyse, Paris, Flammarion, 1970.
- Problématiques I: L'angoisse, Paris, PUF, 1980.
- Problématiques II: Castration-Symbolisations, Paris, PUF, 1980.
- Problématiques III: La Sublimation, Paris, PUF, 1980.
- Problématiques IV: L'inconscient et le ça, Paris, PUF, 1981.
- Fantasme originaire. Fantasmes des origines. Origines du fantasme, Paris, Hachette 1985.
- Problématiques V: Le baquet-transcendence du transfert, Paris, PUF, 1987.
- Nouveaux fondements pour la psychanalyse, Paris, PUF, 1987.
- Traduire Freud, Paris, PUF, 1989.
- La révolution copernicienne inachevée (Travaux 1967-1992), Paris, Aubier, 1992 (ISBN 2-7007-2166-7). Nuova edizione Le Primat de l'autre en psychanalyse, Paris, Flammarion, 1997, ISBN 2-08-081390-0; poi ripubblicato in La Révolution copernicienne inachevée : PUF / Quadrige, 2008. Inoltre, La pulsion pour quoi faire (Paris, APF, 1984) e "Le mur et l'arcade" sono stati riuniti in: La révolution copernicienne inachevée. Traduzione inglese: Essays On Otherness, London, Routledge, 1999.
- Le fourvoiement biologisant de la sexualité chez Freud, Paris, Les empêcheurs de penser en rond, 1993.
- Entre séduction et inspiration: l'homme, Paris, PUF, 1999.
- Problématiques VI: L'après-coup - La "Nachträglichkeit" dans l'après-coup (1990–1991), Paris, PUF, 2006. (The better English translation of "Nachträglichkeit" is afterwardsness; the old translation was deferred action).
- Problématiques VII: Le fourvoiement biologisant de la sexualité chez Freud suivi de Biologisme et biologie, Paris, PUF, 2006.
- Sexual. La sexualité élargie au sens freudien. 2000-2006, Paris, PUF, 2007.